# Bob Clark
Benjamin Clark, conhecido como Bob Clark (Nova Orleães, 5 de agosto de 1939 - Pacific Palisades, 4 de abril de 2007), foi um ator, roteirista, produtor e diretor norte-americano.
Bob Clark produziu alguns dos maiores filmes canadenses, como Black Christmas (1974), Murder by Decree (1979), Tribute (1980) e Porky's (1982) e produções norte-americanas. como Turk 182. Trabalhou com Jean Shepherd, Jack Lemmon e Sylvester Stallone, entre outros.
Bob faleceu em 4 de abril de 2007, aos 67 anos de idade, em decorrência de um acidente automobilístico.